# La Barra de Colotepec
La Barra de Colotepec es una comunidad en el municipio de Santa María Colotepec en el estado de Oaxaca. La Barra de Colotepec está a 20 metros de altitud. 

## Geografía
Está ubicada a 15°29′32.64″ latitud norte y 97° 0' 49.68" longitud oeste.

## historia
La Barra de Colotepec, fue fundada en los años de la década de 1920 por algunas personas entre ellas el señor Apolonio Rodríguez y su esposa Columba Cruz, así también como Emigdio Martínez quienes se dedicaban a la extracción de sal en una pequeña salina, la barra fue creciendo muy lentamente hasta convertirse en la segunda comunidad más Importante solo después de la cabecera municipal, 1995 fue elevada a categoría de Agencia de policía.los ciudadanos de ese entonces se unían en Tequios para poder llevar a cabo los trabajos de mejoras de la comunidad, como la construcción del templo católico y la construcción del sistema del agua potable.

## Festividad
En La Barra de Colotepec, celebran a San Isidro labrador el 15 de mayo, donde con calenda, fuegos pirotécnicos, carreras de caballos, jaripeos, bandas de música celebran su gran fiesta que alegran la región ya que es una de las fiestas más grandes del Municipio. El aniversario del decreto de la elevación la Agencia Municipal es el 9 de enero, celebran también a la virgen de juquila 8 de diciembre y Guadalupe 12 de diciembre. 

## Localidades
La Agencia Municipal cuenta con diferentes colonias y fraccionamientos. 
Col. Guallavillera,Colonia Santa Cruz, Colonia Linda Vista, Colonia La loma, Paraje Las salinas;Fraccionamientos La Perla, Vista al mar, Los Reyes, El Ébano, Rubi, Olimpo, Escondida Zicatela, Altos Zicatela, Nautilos, chakoo, Oax Tuxtla, entre otros.

## Población
Según el censo de población de INEGI del 2010: la comunidad cuenta con una población total de 1224 habitantes, de los cuales 607 son mujeres y 617 son hombres. Del total de la población 36 personas hablan alguna lengua indígena.

## Flora y fauna
En La Barra de Colotepec se encuentras diferentes especies como tlacuaches, serpientes, cocodrilos, Tortugas marinas, diferentes especies de aves en especial por la desembocadura del río colotepec, diferentes especies de árboles sabinos, macuil, roble, mezquite, manglar y tule.

## Gobierno
La Barra de Colotepec es una Agencia Municipal auxiliar del Municipio de Santa María Colotepec. 
Lista de autoridades municipales 
C. Jesús Salvador Arellanes 2013. 
C. Manuel Santos Gopar. 2014_2016
C. Hilario Figueroa A. 2017_2019
Lic. Antonio Carlos Santos 2020-2022. 
C. Ramiro Cruz Robles 2023-2025, 
Antes del 2013 era una Agencia de policía.

## Turismo
La Barra de Colotepec, tiene un hermoso río que desemboca en el océano Pacífico, mismo que es visitado por miles de aves migratorias de diferentes especies, su playa de mar abierto contempla un hermoso atardecer que enamora a los visitantes.

### Ocupación
El total de la población económicamente activa es de 436 habitantes, de los cuales 326 son hombres y 110 son mujeres.